# Thamar Henneken
Thamar Henneken, née le 2 août 1979 à Delft, est une nageuse néerlandaise spécialiste de la nage libre. Elle est médaillée d'argent aux Jeux de 2000.

## Palmarès
| Date | Compétition                           | Lieu      | Place | Course               |
| ---- | ------------------------------------- | --------- | ----- | -------------------- |
| 1999 | Championnats du monde en petit bassin | Hong Kong | 2e    | 4 x 100 m nage libre |
| 1999 | Championnats du monde en petit bassin | Hong Kong | 3e    | 4 x 100 m 4 nages    |
| 2000 | Championnats d'Europe                 | Helsinki  | 5e    | 4 x 100 m nage libre |
| 2000 | Championnats d'Europe                 | Helsinki  | 5e    | 4 x 100 m 4 nages    |
| 2000 | Jeux olympiques                       | Sydney    | 2e    | 4 x 100 m nage libre |
| 2000 | Jeux olympiques                       | Sydney    | 14e   | 4 x 100 m 4 nages    |